# 堀武昭
堀 武昭（ほり たけあき、1940年7月31日 - ）は日本の作家、人類学者、文学博士。日本ペンクラブ常務理事。
1997年には、チェコのヴァーツラフ・ハヴェル大統領が主宰する「フォーラム2000」財団理事となり、日本人初の国際ペンクラブ理事に就任した。

## 経歴
横浜市生まれ。慶應義塾大学文学部卒業後、慶應義塾大学大学院博士課程終了。1966年、経済産業省所管の日本貿易振興会（JETRO）に入社、米日財団副理事長、政策研究大学院大学（GRIPS）教授などを経て、シドニー大学に留学。広くオーストラリア、南太平洋諸国、中欧などで活躍。
関東学院大学教授、カレル大学、アングロアメリカン大学客員教授。
2010年に国際ペンクラブ(International Association of Playwriters, Poets, Editors, Essayists and Novelists)専務理事に就任。
1921年に国際ペンクラブ創設されて以来、欧米以外から初めての選出であった。
2期6年務め、2016年9月にスペインで開かれた国際ペンクラブ年次総会で副会長に選出された（副会長はこれまで川端康成と井上靖も選ばれている）。
「反米」主張を基調とし、国際社会で孤立するアメリカをよそに、「多文化主義」「非親権」を是とした「もうひとつの世界」を模索している。

## 著書
- 『オーストラリアの日々: 複合多文化国家の現在』（日本放送出版協会） 1988
- 『マグロと日本人』（日本放送出版協会） 1992
- 『南太平洋の日々: 珊瑚海の彼方から』（日本放送出版協会） 1997
- 『反面教師アメリカ』（新潮社） 1999
- 『東欧の解体 中欧の再生』（新潮社） 2000
- 『サシミ文化が世界を動かす』（新潮社） 2001
- 『愛と差別と嫉妬で鍛える英語』（日経BP社） 2003
- 『世界マグロ摩擦!』（新潮社） 2003
- 『「アメリカ抜き」で世界を考える』（新潮社） 2006